# 최용희
최용희(1984년 12월 19일 ~ )은 대한민국의 컴파운드 양궁 선수이다.
현재 현대제철 소속이다.